# Issendorff (Adelsgeschlecht)

Wappen derer von Issendorff

Issendorff, auch Issendorf ist der Name eines erzstiftisch-bremischen Adelsgeschlechts.

## Geschichte
Das Geschlecht gehört dem Bremischen Uradel an und nennt sich nach dem Stammhaus (ursprünglich Etzelenthorp, dann Issendorf) bei Horneburg. Mit Hermannus de Etsellendorpe wurde die Familie 1233 und 1236 urkundlich genannt. Die durchgängige Stammreihe beginnt mit Robertus de Edsielenthorpe, mutmaßlich ein Sohn des vorgenannten. Seit 1307 waren die Issendorff Erbschenken des Erzstiftes bzw. Herzogtums Bremen, was ihnen 1426, 1460 und 1498, zuletzt als Seniorat bestätigt wurde.
Zum umfangreichen Güterbesitz neben der kurz nach 1394 zerstörten Seeburg bspw. das Gut Gnarrenburg, das von 1605 bis 1746 in Familienbesitz war.
Zahlreiche Söhne des Geschlechts standen als Offiziere in der hannoverschen, dänischen, sächsischen, mecklenburgischen und preußischen Armee.
1726 hat der schwedische Oberst Johan Christoffer von Issendorff (1671–1736) das schwedische Indigenat erhalten und wurde im selben Jahr in die Adelsklasse der schwedischen Ritterschaft introduziert (Nr. 1792). Da er aus seiner Ehe mit Anna Margareta Reuter († 1749) ausschließlich Töchter hinterließ, ist die schwedische Linie mit ihm auch wieder erloschen.
1871 erfolgte für den lippischen Kammerherrn und Hofmarschall Hieronymus von Issendorf (1834–1876) eine Hebung in den lippischen Freiherrnstand. Auch dieser hatte aus seiner Ehe mit Georgette von Donop ausschließlich Töchter hinterlassen und somit die freiherrliche Linie gleichfalls beschlossen.
Der untitulierte Stamm besteht gegenwärtig fort.

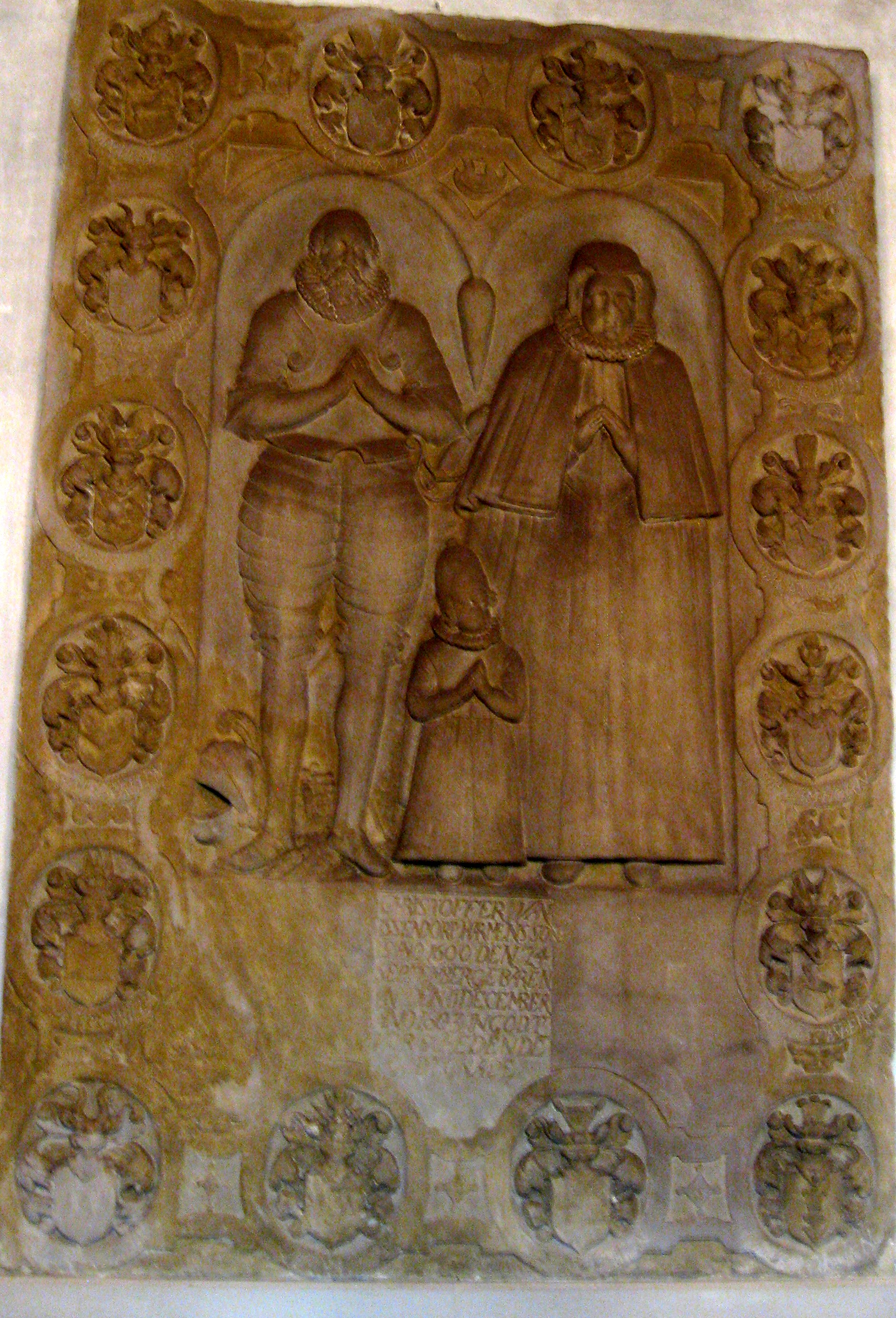
Grabplatte des Christoffer von Issendorff in Oese, Stifter der Kirche ebd. und Ehefrau
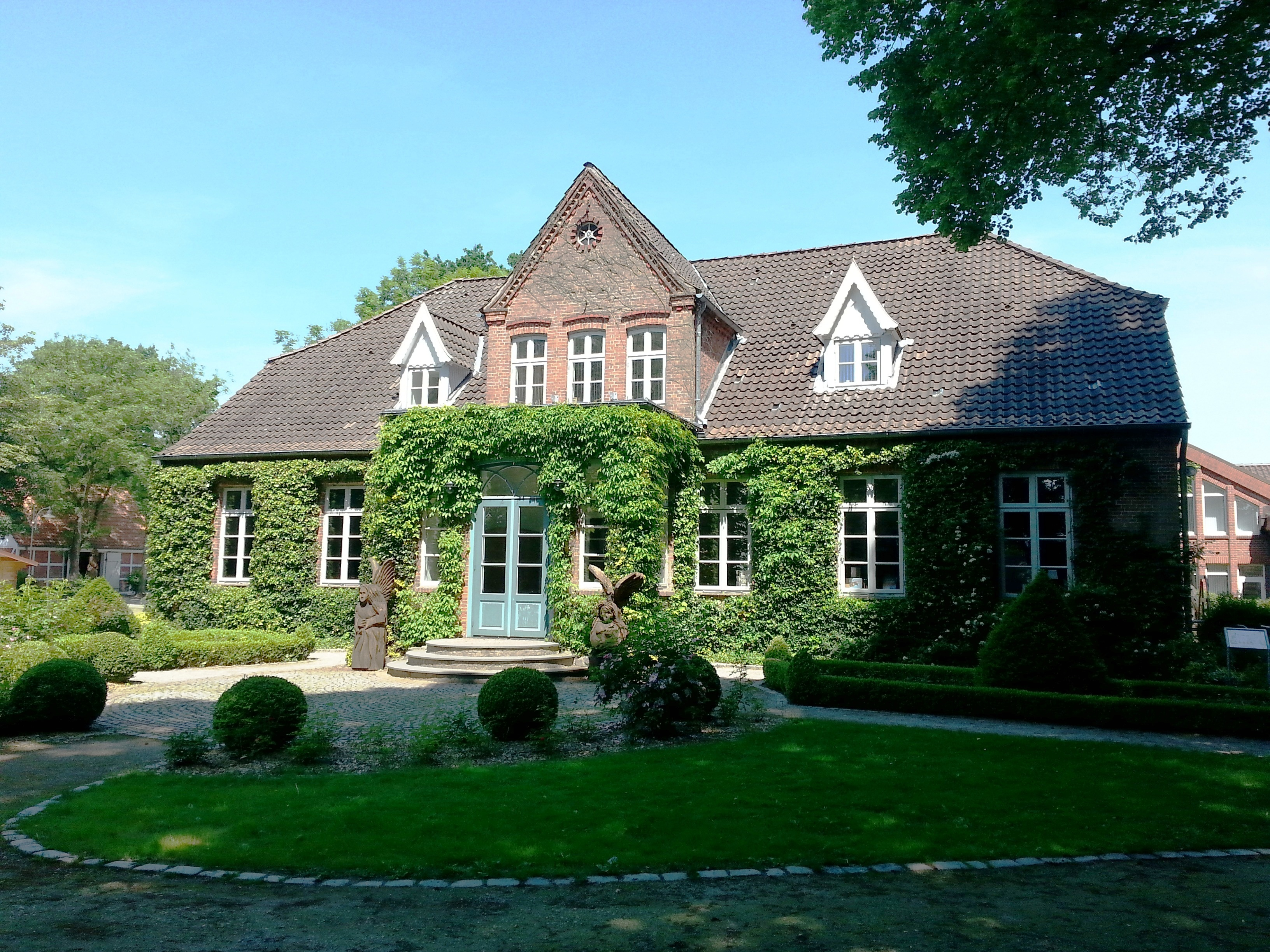
Villa von Issendorff in Himmelpforten

## Wappen
Das Stammwappen ist von Rot über Silber mit drei gestürzten Spitzen geteilt. Auf dem Helm mit rot-silbernen Decken eine gestürzte, rote Lanzenspitze zwischen je drei natürlichen Pfauenfedern.

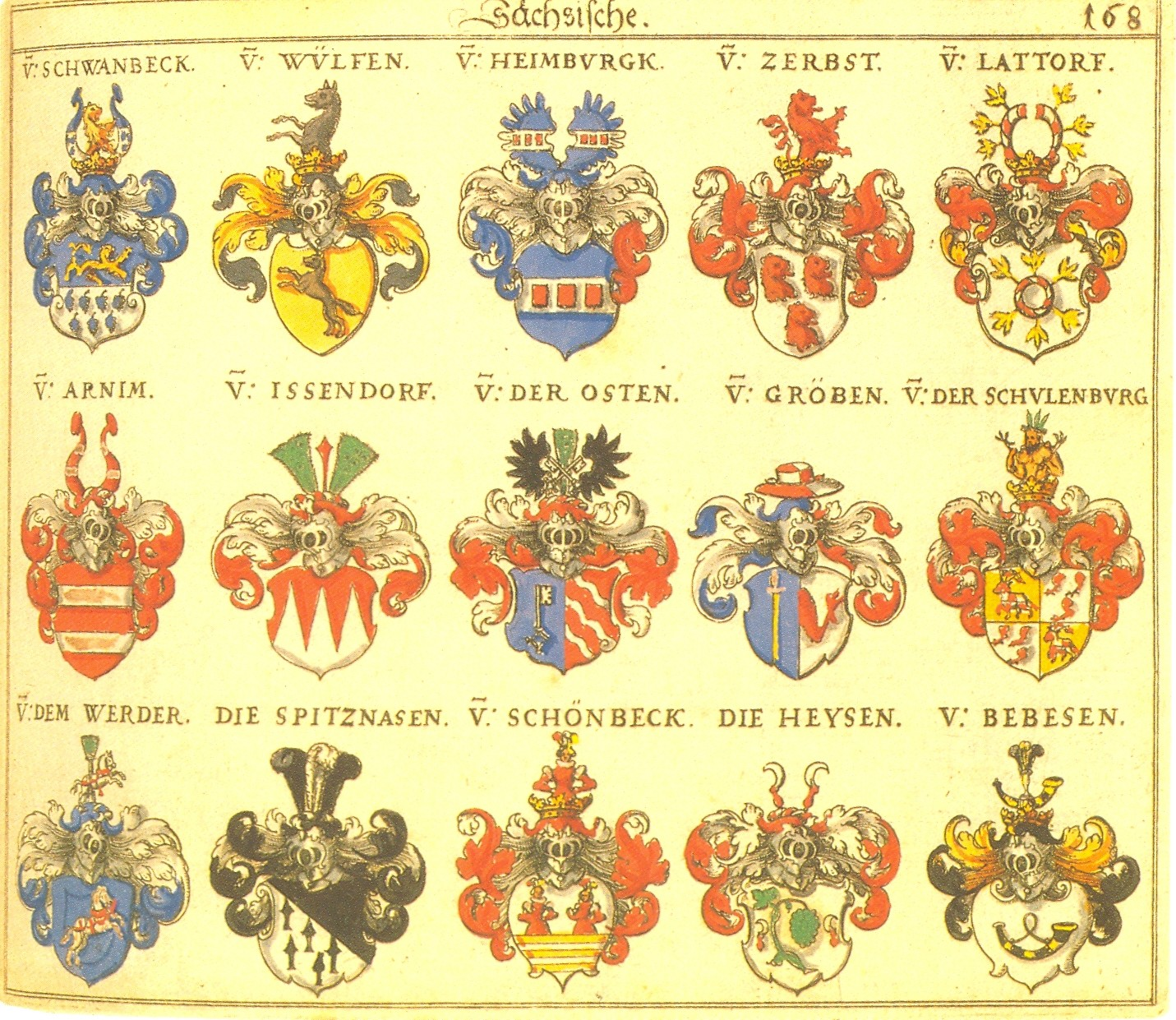
Wappen „von Issendorf“ in Siebmachers Wappenbuch von 1605
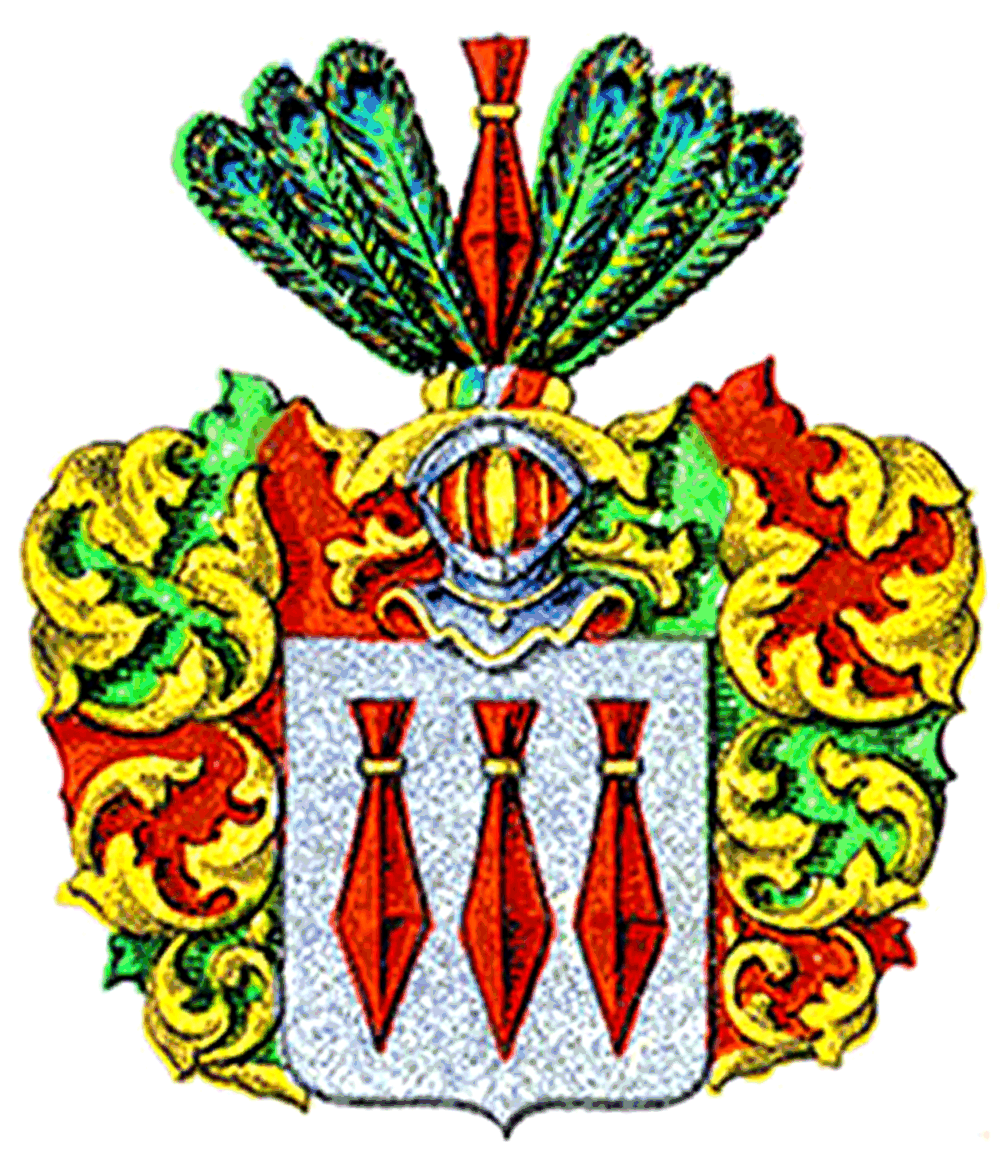
Wappenvariante des Johan Christoffer von Issendorff, Schweden 1726

## Bekannte Familienmitglieder
- Bernd von Issendorff, Professor an der Universität Freiburg
- Franz von Issendorff (1851–1908), preußischer Generalmajor
- Franz Carl August von Issendorff, Landdrost der Landdrostei Lüneburg 1863/67
- Friedrich Wilhelm von Issendorff (1870–1956), Probst von Uelzen 1926/47

- Hieronymus von Issendorf (1834–1876), lippisch-fürstlicher Hofmarschall und Kammerherr

„Rigi-Scheideck, den 29. Aug. 1876. Heute Nachmittag 4 Uhr entschlief nach längerem Kranksein am Herzschlage sanft im steten Glauben an unseren Heiland mein innigst geliebter Mann, der fürstliche Hofmarschall und Kammerherr Freiherr Hieronymus von Issendorff tief betrauert von mir und meinen drei kleinen Kindern.
Mit der Bitte um stille Theilnahme Georgette Freifrau von Issendorff geb. Freiin von Donop.“

„Die vielseitigen beweise so rührender Theilnahme, welche mir bei dem so unendlich schweren Verluste und der Beerdigung meines theuren, geliebten Mannes erwiesen sind, haben mich tief bewegt und fühle ich mich gedrungen, meinen aufrichtigen, herzlichsten Danke hierdurch öffentlich Ausdruck zu geben, da ich nicht im Stande bin, jedem Einzelnen zu danken.
Detmold, den 5. Sepbr. 1876. Georgette Freifrau von Issendorff. geb. Freiin von Donop.“

„Alle Diejenigen, welche an meinen verstorbenen Bruder, den Hofmarschall von Issendorff, noch Forderungen haben, bitte ich die Rechnungen baldigst in dessen Wohnung an mich abgeben zu wollen.
Detmold, den 6. Septb. 1876. B. von Issendorff.“

- Johan Christoffer von Issendorff (1671–1736), schwedischer Oberst
- Karl Gustav von Issendorff († 1802), hannoverscher Generalmajor, Chef des 2. Regiments[3]
- Klaus von Issendorff (Erbschenk) (1807–1848), Erbschenk des Herzogtums Bremen, Amtmann in Aschendorf 1839–1848
- Klaus von Issendorff (General) (1839–1923), sächsischer Generalleutnant
- Luise von Issendorff, Äbtissin des Stifts Bassum 1871–1903
- Thomas von Issendorff (1846–1913), preußischer Generalleutnant